# San Giovanni (Roms tunnelbana)
San Giovanni är en station på Roms tunnelbanas Linea A och Linea C. Stationen är belägen i närheten av basilikan San Giovanni in Laterano och stadsporten Porta San Giovanni, efter vilka stationen är uppkallad. Stationen är belägen i distriktet Appio-Latino och togs i bruk 1980 beträffande linje A. Stationen på linje C färdigställdes i april 2017 och öppnades för trafik den 12 maj 2018.
Stationen San Giovanni har:
- Biljettautomater

## Kollektivtrafik
- Spårvagnshållplatser – Porta S. Giovanni/Carlo Felice, Roms spårväg, linje 3
- Busshållplats för ATAC

## Omgivningar
- San Giovanni in Laterano
- Scala Santa
- San Lorenzo in Palatio ad Sancta Sanctorum
- San Giovanni in Fonte
- Lateranpalatset
- Porta San Giovanni
- San Martino I Papa
- Obelisco Lateranense
- Santa Croce in Gerusalemme
- Porta Asinaria